# 1989 год в музыке

## События
- 14 января — Официальный день рождения группы «Любэ».
- 14 февраля — дебютный одноимённый альбом канадского гитариста и клавишника Альдо Новы («Aldo Nova», 1982) стал платиновым.
- 11 мая — В Нью-Йорке, в Радио-Сити Мюзик-холле состоялась 20-я ежегодная церемония внесения имён выдающихся композиторов в Зал Славы сочинителей песен. На этот раз подобной чести были удостоены Рой Орбисон, Ли Адамс, Лесли Брикасс, Эдди ДеЛандж и Энтони Ньюли.
- 13 июня — Джерри Ли Льюис получил персональную звезду на голливудской «Аллее славы».
- 9 июля — Четверо оригинальных участников «The Monkees» собрались вместе в Лос-Анджелесе для концертного выступления в Universal Amphitheatre. На следующий день квартет принял участие в церемонии заложения звезды в честь группы на голливудской «Аллее славы».
- 21 июля — В США состоялась премьера комедии «Ультравысокая частота» с музыкальным пародистом Элом Янковичем в главной роли.
- 23 июля — Экс-Битл Ринго Старр сформировал первый состав своей новой группы «Ringo Starr & His All-Starr Band», куда вошли такие знаменитые музыканты как Джо Уолш, Доктор Джон, Билли Престон, Левон Хелм, Кларенс Клемонс и др. В этот день команда отыграла свой первый концерт в Далласе, штат Техас. Впоследствии члены группы сменялись практически каждый год, но неизменно и по сей день в ней принимают участие звёзды первой величины.
- 23 декабря — Айс Кьюб покинул хип-хоп-группу «N.W.A.».

### Образовавшиеся группы
- Состоялось первое живое выступление английской рок-группы Blur
- Образована американская Death Metal-группа Cannibal Corpse
- Bad Balance
- D.M.J.
- Clawfinger
- Cemetary
- Damn Yankees
- Fear Factory
- Gamma Ray
- Gorguts
- Hellraiser
- Marilyn Manson
- Mineral
- Oomph!
- The Iguanas
- The Rembrandts
- Royal Crown Revue
- Unleashed
- Внезапный сыч
- Дубовая Роща
- Любэ
- Кенгуру
- На-на
- Панки по пьянке
- Пурген
- Сладкий сон
- Термоядерный джем
- Хуй забей
- Красная плесень
- Dark Tranquillity
- Brainstorm
- Смысловые галлюцинации
- Цыганята и Я с Ильича
- Чёрное и Белое

## Концерты и туры
- 31 августа — «The Rolling Stones» начали свой североамериканский тур в поддержку нового альбома «Steel Wheels» в Филадельфии, штат Пенсильвания.
- С 31 августа по 3 сентября в городе Череповец состоялся первый хеви-метал фестиваль «Монстры рока СССР»,[1] с участием групп: «Ария», «Алиса», «Мастер», «Чёрный кофе», «Маркиза», «Земляне» и др.

### Майкл Джексон
- 27 января — завершено мировое турне «Bad World Tour» (1987—1989) концертом в Лос-Анджелесе, США.

## Лучшие песни года
- «Free Fallin, Runnin' Down a Dream» (Том Петти)
- «Rockin' in the Free World» (Нил Янг)
- «The Best» (Tina Turner)
- «Love Shack» (The B-52's)
- «Another Day in Paradise» (Phil Collins)
- «Pictures of You, Love Song» (The Cure)
- «Like a Prayer» (Мадонна)
- «Poison» (Alice Cooper)
- «I Want It All» (Queen)
- «Lambada» (Kaoma)
- «Fight the Power» (Public Enemy)
- «Hey Ladies» (Beastie Boys)
- «Personal Jesus» (Depeche Mode)
- «I Want That Man» (Debbie Harry)
- «Debaser, Hey, Here Comes Your Man» (Pixies)
- «I Am The Ressurection, I Wanna be Adored, Made of Stone» (The Stone Roses)

## Лучшие песни года (СССР)
- «Девочка моя синеглазая» — Женя Белоусов
- «Ночное такси» — Женя Белоусов
- «Маргарита» — Валерий Леонтьев
- «Розовый вечер» — «Ласковый май»
- «Как мне быть?» — Александр Серов
- «Русские, русские, русские… Завтра уже началось…» — «Земляне»

## Выпущенные альбомы
См. также категорию музыкальных альбомов 1989 года.

## Продажи
- Самый продаваемый сингл в США (Billboard Hot 100) — «Look Away» (Chicago)
- Самый продаваемый сингл в Великобритании — «Ride on Time» (Black Box)
- Самый продаваемый альбом в США (Billboard Top 200) — «Don’t Be Cruel» (Бобби Браун)
- Самый продаваемый альбом в Великобритании — «Ten Good Reasons» (Джейсон Донован)

## Награды
- «Грэмми» за альбом года — Бонни Райт за «Nick of Time»
- «Грэмми» за запись года — Бетт Мидлер за «Wind Beneath My Wings»
- «Грэмми» за песню года — «Wind Beneath My Wings»
- Brit Awards за лучшие британские записи: сингл «Another Day in Paradise» (Фил Коллинз), альбом «The Raw and the Cooked» (Fine Young Cannibals)

### Зал славы рок-н-ролла
Исполнители:
- The Rolling Stones (Ронни Вуд, Мик Джаггер, Брайан Джонс, Кит Ричардс, Иэн Стюарт, Мик Тейлор, Билл Уаймен и Чарли Уоттс)[2]
- The Temptations (Эдди Кендрикс, Дэвид Раффин, Отис Уильямс[англ.], Пол Уильямс[англ.], Мелвин Франклин[англ.] и Деннис Эдвардс[англ.])[3]
- Дион[4]
- Отис Реддинг[5]
- Стиви Уандер[6]

Раннее влияние:
- The Ink Spots (Орвилл Джонс, Джерри Дэниелс, Билл Кенни[англ.], Айвори Уотсон и Чарли Фукуа)[7]
- The Soul Stirrers (Рой Крейн, Э. А. Рандлесс, Джесс Фарли и Реберт Харрис[англ.])[8]
- Бесси Смит[9]

Неисполнители:
- Фил Спектор[10]

### Зал славы авторов песен
- Ли Адамс[англ.][11]
- Лесли Брикасс[12]
- Эдди Делэндж[англ.][13]
- Энтони Ньюли[14]
- Рой Орбисон[15]

Награда Сэмми Кана за жизненные достижения:
- Куинси Джонс[16]

Награда покровителю искусств:
- Роджер Энрико[англ.][17]

### Зал славы кантри
- Клиффи Стоун[англ.][18]
- Джек Стэпп[англ.][19]
- Хэнк Томпсон[англ.][20]

## Родились
- 3 января — Аяка Умэда — японский идол, певица и актриса.
- 7 января — российский рэпер и звукорежиссёр.
- 5 марта — Стерлинг Найт — американский актёр, гитарист, комик и певец.
- 2 апреля — Ева Бушмина — украинская певица, актриса и телеведущая, бывшая солистка группы «ВИА Гра» (2010—2012).
- 7 апреля — Юлия Самойлова — российская певица.
- 5 мая — Крис Браун — американский  певец и актёр.
- 2 июня — Саша Скул (ум. 2022) —  российский рэпер.
- 18 июня
  - Рени Олстэд — американская певица и киноактриса.
  - Амори Вассили — французский оперный певец.
- 10 июля — Олег ЛСП — белорусский и российский певец, рэпер и автор песен, участник группы «ЛСП».
- 30 июля — Кэди Гроувз (ум. 2020) — американская певица и автор песен.
- 15 августа — Джо Джонас — американский певец, музыкант, актёр и танцор.
- 21 августа — Хайден Панеттьери — американская певица и киноактриса.
- 30 августа — Биби Рекса — американская певица и автор песен албанского происхождения, музыкальный продюсер.
- 1 сентября
  - Билл Каулитц — немецкий певец, основатель и вокалист группы Tokio Hotel.
  - Том Каулитц — немецкий музыкант и продюсер, основатель и гитарист группы Tokio Hotel.
- 2 сентября — Zedd — немецкий диджей и музыкальный продюсер российского происхождения.
- 5 сентября — Кэт Грэм — американская актриса, певица, модель, музыкальный продюсер и танцовщица.
- 8 сентября — Авичи (ум. 2018) — шведский диджей и музыкальный продюсер.
- 21 сентября — Джейсон Деруло — американский певец, автор песен, актёр, музыкант и танцор.
- 1 октября — Бри Ларсон — американская киноактриса и певица, лауреат премии «Оскар».
- 4 октября — Rich Homie Quan (ум. 2024) — американский рэпер.
- 24 октября — Стас «Ай, Как Просто!» —  российский видеоблогер, политический обозреватель, пропагандист, телеведущий бывший ютубер и солист группы «The Вепри».
- 12 ноября — Асиль Омран — саудовская певица.
- 19 ноября — Tyga — американский рэпер.
- 5 декабря — Юлия Лежнева — российская оперная певица.
- 13 декабря — Тейлор Свифт — американская певица, автор песен и актриса.

## Скончались
- 22 апреля - Селиванов, Дмитрий Алексеевич (25 лет) - советский панк-рок и пост-панк исполнитель, лидер группы «Промышленная архитектура (группа)»
- 15 июля — Несухи Эртегюн (71) — турецкий и американский музыкальный продюсер
- 16 июля — Герберт фон Караян (81) — австрийский дирижёр
- 8 сентября — Keef Cowboy[англ.] (28) — американский исполнитель хип-хопа, участник группы Grandmaster Flash and the Furious Five
- 22 сентября — Ирвинг Берлин (101) — американский композитор русского происхождения
- 14 декабря — Конрад Лехнер[нем.] (78) — немецкий композитор, дирижёр, виолончелист, виолист и флейтист
- без точной даты — Евгений Авксентьев (78/79) — советский балалаечник, композитор и дирижёр